# Bashkia e Laçit
Bashkia e Laçit är en kommun i Albanien.   Den ligger i prefekturen Qarku i Lezhës, i den norra delen av landet, 30 kilometer norr om huvudstaden Tirana.
```
Runt Bashkia e Laçit är det ganska tätbefolkat, med 
230
 invånare per kvadratkilometer.
[
2
]
```